# Басри, Мухаммад Хатиб
Мухаммад Хатиб Басри (индон. Muhammad Chatib Basri) (род. 22 августа 1965 года, Джакарта) — индонезийский экономист и государственный деятель. Министр финансов Индонезии (2013—2014). Глава Агентства по контролю за инвестициями Индонезии (2011—2013).

## Биография
Родился 22 августа 1965 года в Джакарте.
Работал экономическим консультантом в индонезийских государственных структурах; в числе прочего, был советником министра финансов Сри Мульяни Индравати и заместителем председателя Национального экономического комитета. Занимал должность шерпы президента Индонезии Сусило Бамбанга Юдойоно на саммитах G20.
Имеет докторскую степень в Австралийском национальном университете; является адъюнктом кафедры экономики этого вуза. Преподаёт на факультете экономики Университета Индонезии; в прошлом был директором Института экономических и социальных исследований Университета Индонезии. В сферу научных интересов Басри входят международная торговля, макроэкономика и политическая экономия. Неоднократно публиковался в ведущих экономических журналах — таких, как World Economy, Asian Economic Papers и Bulletin of Indonesian Economic Studies.